# Fistulaphantes canalis
Fistulaphantes canalis är en spindelart som beskrevs av Andrei V. Tanasevitch och Michael Ilmari Saaristo 2006. Fistulaphantes canalis ingår i släktet Fistulaphantes och familjen täckvävarspindlar.
Artens utbredningsområde är Nepal. Inga underarter finns listade i Catalogue of Life.